# Геологический надъярус
Геологический надъярус — это термин, означающий век, то есть интервал времени, в течение которого происходило накопление отложений яруса, надъяруса, или подъяруса. Имена ярусов используются для обозначения этих формаций. Возможно использование промежуточных категорий с приставками «над-» для более высоких и «под-» для более низких единиц. Названия ярусов и надъярусов происходят от актуальных или исторических географических наименований областей, районов, рек, гор или населённых пунктов, которые расположены на территории или поблизости стратотипических разрезов соответствующих ярусов. Сокращенные наименования ярусов также допускаются.

## Примеры
- Московский ярус — московский век;
- Неокомский надъярус — неокомский век;
- Нижнефранский подъярус — раннефранский век.